# Oscarsgalan 1975
Oscarsgalan 1975 som hölls 8 april 1975 var den 47:e upplagan av Oscarsgalan där det prestigefyllda amerikanska filmpriset Oscar delades ut till filmer som kom ut under 1974. Detta år blev Gudfadern del II första uppföljare att vinna priset bästa film.

## Priskategorier

### Bästa film
Vinnare:
Gudfadern del II - Francis Ford Coppola, Gray Frederickson, Fred Roos
Övriga nominerade:
Chinatown - Robert Evans
Avlyssningen - Francis Ford Coppola
Lenny Bruce - Marvin Worth
Skyskrapan brinner! - Irwin Allen

### Bästa manliga huvudroll
Vinnare:
Harry och Tonto - Art Carney
Övriga nominerade:
Mordet på Orientexpressen - Albert Finney
Lenny Bruce - Dustin Hoffman
Chinatown - Jack Nicholson
Gudfadern del II - Al Pacino

### Bästa kvinnliga huvudroll
Vinnare:
Alice bor inte här längre - Ellen Burstyn (närvarade inte vid ceremonin)
Övriga nominerade:
Claudine - Diahann Carroll
Chinatown - Faye Dunaway
Lenny Bruce - Valerie Perrine
En kvinna under påverkan - Gena Rowlands

### Bästa manliga biroll
Vinnare:
Gudfadern del II - Robert De Niro (närvarade inte vid ceremonin)
Övriga nominerade:
Skyskrapan brinner! - Fred Astaire
Thunderbolt och Lightfoot - Jeff Bridges
Gudfadern del II - Michael V. Gazzo
Gudfadern del II - Lee Strasberg

### Bästa kvinnliga biroll
Vinnare:
Mordet på Orientexpressen - Ingrid Bergman
Övriga nominerade:
Dag som natt - Valentina Cortese
Det våras för sheriffen - Madeline Kahn
Alice bor inte här längre - Diane Ladd
Gudfadern del II - Talia Shire

### Bästa regi
Vinnare:
Gudfadern del II - Francis Ford Coppola
Övriga nominerade:
En kvinna under påverkan - John Cassavetes
Lenny Bruce - Bob Fosse
Chinatown - Roman Polanski
Dag som natt - François Truffaut

### Bästa originalmanus
Vinnare:
Chinatown - Robert Towne
Övriga nominerade:
Alice bor inte här längre - Robert Getchell
Avlyssningen - Francis Ford Coppola
Dag som natt - François Truffaut, Jean-Louis Richard, Suzanne Schiffman
Harry och Tonto - Paul Mazursky, Josh Greenfeld

### Bästa manus efter förlaga
Vinnare:
Gudfadern del II - Francis Ford Coppola, Mario Puzo
Övriga nominerade:
Född smart - Mordecai Richler, Lionel Chetwynd
Lenny Bruce - Julian Barry
Mordet på Orientexpressen - Paul Dehn
Det våras för Frankenstein - Gene Wilder, Mel Brooks

### Bästa foto
Vinnare:
Skyskrapan brinner! - Fred J. Koenekamp, Joseph F. Biroc
Övriga nominerade:
Chinatown - John A. Alonzo
Jordbävningen - Philip H. Lathrop
Lenny Bruce - Bruce Surtees
Mordet på Orientexpressen - Geoffrey Unsworth

### Bästa scenografi
Vinnare:
Gudfadern del II - Dean Tavoularis, Angelo P. Graham, George R. Nelson
Övriga nominerade:
Chinatown - Richard Sylbert, W. Stewart Campbell, Ruby R. Levitt
Jordbävningen - Alexander Golitzen, E. Preston Ames, Frank R. McKelvy
Ön vid världens ände - Peter Ellenshaw, John B. Mansbridge, Walter H. Tyler, Al Roelofs, Hal Gausman
Skyskrapan brinner! - William J. Creber, Ward Preston, Raphael Bretton

### Bästa kostym
Vinnare:
Den store Gatsby - Theoni V. Aldredge
Övriga nominerade:
Chinatown - Anthea Sylbert
Daisy Miller - John Furniss
Gudfadern del II - Theadora Van Runkle
Mordet på Orientexpressen - Tony Walton

### Bästa ljud
Vinnare:
Jordbävningen - Ronald Pierce, Melvin M. Metcalfe Sr.
Övriga nominerade:
Chinatown - Charles Grenzbach, Larry Jost
Avlyssningen - Walter Murch, Art Rochester
Skyskrapan brinner! - Theodore Soderberg, Herman Lewis
Det våras för Frankenstein - Richard Portman, Gene S. Cantamessa

### Bästa klippning
Vinnare:
Skyskrapan brinner! - Harold F. Kress, Carl Kress
Övriga nominerade:
Det våras för sheriffen - John C. Howard, Danford B. Greene
Chinatown - Sam O'Steen
Jordbävningen - Dorothy Spencer
Benknäckargänget - Michael Luciano

### Bästa sång
Vinnare:
Skyskrapan brinner! - Al Kasha, Joel Hirschhorn för sången "We May Never Love Like This Again"
Övriga nominerade:
Benji – alla tiders hjälte - Euel Box (musik), Betty Box (text) för sången "Benji's Theme (I Feel Love)"
Det våras för sheriffen - John Morris (musik), Mel Brooks (text) för sången "Blazing Saddles"
Den lille prinsen - Frederick Loewe (musik), Alan Jay Lerner (text) för sången "Little Prince"
Gold - Elmer Bernstein (musik), Don Black (text) för sången "Wherever Love Takes Me"

### Bästa filmmusik
Vinnare:
Gudfadern del II - Nino Rota, Carmine Coppola (Nina Rota närvarade inte vid ceremonin)
Övriga nominerade:
Chinatown - Jerry Goldsmith
Mordet på Orientexpressen - Richard Rodney Bennett
Shanks - Alex North
Skyskrapan brinner! - John Williams

### Bästa originalmusik
Vinnare:
Den store Gatsby - Nelson Riddle
Övriga nominerade:
Den lille prinsen - Alan Jay Lerner, Frederick Loewe, Angela Morley, Douglas Gamley
Phantom of the Paradise - Paul Williams, George Aliceson Tipton

### Bästa animerade kortfilm
Vinnare:
Closed Mondays - Will Vinton, Bob Gardiner
Övriga nominerade:
The Family That Dwelt Apart - Yvon Mallette, Robert Verrall
Hunger - Peter Foldes, René Jodoin
Voyage to Next - Faith Hubley, John Hubley
Winnie the Pooh and Tigger Too - Wolfgang Reitherman

### Bästa kortfilm
Vinnare:
Les... borgnes sont rois - Paul Claudon, Edmond Séchan
Övriga nominerade:
Climb - Dewitt Jones
The Concert - Julian Chagrin, Claude Chagrin
Planet Ocean - George Casey
The Violin - Andrew Welsh, George Pastic

### Bästa dokumentära kortfilm
Vinnare:
Don't - Robin Lehman
Övriga nominerade:
City Out of Wilderness - Francis Thompson
Exploratorium - Jon Boorstin
John Muir's High Sierra - Dewitt Jones, Lesley Foster
Naked Yoga - Ronald S. Kass, Mervyn Lloyd

### Bästa dokumentärfilm
Vinnare:
I frihetens namn - Peter Davis, Bert Schneider
Övriga nominerade:
Antonia: A Portrait of the Woman - Judy Collins, Jill Godmilow
The Challenge... A Tribute to Modern Art - Herbert Kline
Ha-Makah Hashmonim V'Echad - Jacques Ehrlich, David Bergman, Haim Gouri
The Wild and the Brave - Natalie R. Jones, Eugene S. Jones

### Bästa utländska film
Vinnare:
Amarcord (Italien)
Övriga nominerade:
Macskajáték (Ungern)
Potop (Polen)
Lacombe Lucien (Frankrike)
La tregua (Argentina)

### Special-Oscar
Jordbävningen - Frank Brendel, Glen Robinson, Albert Whitlock för specialeffekterna

### Heders-Oscar
Howard Hawks
Jean Renoir